# Cappella Musicale "San Gerardo" della Cattedrale di Potenza
La Cappella Musicale San Gerardo è il coro polifonico preposto all’accompagnamento musicale delle liturgie celebrate nella cattedrale  di Potenza alla presenza del vescovo metropolita.

## Storia
Fondata nel 1954 per volontà di don Francesco Colucci e don Pasquale Tropeano, la cappella musicale inizialmente era intitolata alla Vergine e Martire Santa Cecilia, protettrice dei musicisti; ha intrapreso il suo percorso tra le mura del duomo di Potenza. Il coro fu poi guidato da don Ernico Martini,.già maestro di coro nella Cattedrale di Mantova, ove operava a stretto contatto con l'arcivescovo Mons. Augusto Cesare Bertazzoni, nei primi anni del 1960. Sotto la sua guida, venne ampliato il repertorio e creata una nuova veste vocale. Dal 1959 al 1973, anno in cui don Enrico Martini lasciò la guida della cappella, l'organista titolare fu don Michele Ruggieri. Il coro contava oltre cinquanta elementi, provenienti dal territorio cittadino potentino.
Dal 1973 la guida passò a don Pasquale Tropeano, cultore della musica corale e sperimentatore della composizione: in questo periodo vennero affrontati vari repertori, sia liturgici sia operistici, che coinvolsero la Cappella Musicale in diversi appuntamenti extra liturgici.. L'anno 1980 segnò la storia della cappella musicale con la temporanea sospensione delle attività a causa del terremoto in Irpinia; solo nel 1986 poté ritornare agli antichi splendori, riappropriandosi anche degli spazi della chiesa cattedrale, chiusa dopo ingenti danni subiti dal terremoto.
Nel 2001 viene chiamato alla direzione il maestro Giuseppe Cillis, organista diplomatosi al conservatorio "Gesualdo da Venosa" di Potenza con il massimo dei voti, già direttore di altre corali parrocchiali presenti sul territorio della provincia di Potenza. Col maestro Cillis, un intenso lavoro ha condotto la Cappella Musicale a numerosi riconoscimenti, calcando i palchi di diversi contesti,.tra cui il convegno nazionale indetto dall'AISC - Associazione Italiana Santa Cecilia in Roma "Musica Sacra, ieri ed oggi" nel 2003, in rappresentanza della Regione Basilicata.
Dal dicembre 2023, la guida della Cappella Musicale è passata al maestro Rocco Alessio Corleto, direttore d'orchestra, già direttore del coro e della scuola diocesana di musica sacra di Potenza; delegato dell'ufficio liturgico diocesano e nazionale, anche compositore.

## Attività
La Cappella Musicale della Cattedrale di San Gerardo svolge il suo servizio durante l’intero anno liturgico in occasione di tutte le celebrazioni della cattedrale di Potenza. Dal dicembre 2023 ha intensificato il suo lavoro, avviando anche un percorso di ricerca su compositori quali Franz Schneider, Johann Kaspar Aiblinger e Settimio Zimarino, con l'obiettivo di incidere un album nel 2025, a conclusione del settantennale dalla fondazione della cappella Musicale.